# ترابط الشريط الآلي

الوصف

الترابط الشريطي الآلي (بالإنجليزية: Tape-automated bonding، TAB)‏ هي تلك العملية التي يتم فيها وضع الدوائر المدمجة المجردة فوق لوحة الدوائر الكهربية المطبوعة وذلك عن طريق إيصالهم بفيلم من مادة البولي أميد أو البولي إيميد. ويتم التركيب بحيث تكون مواقع الارتباط الأقل تعرضاً، والتي عادة ما تكون على هيئة نتوءات أو كرات مصنوعة من الذهب أو القصدير، مرتبطة بالموصلات الدقيقة على الشريط، مما يوفر وسائل للاتصال مع الحزمة أو مباشرة إلى الدوائر الخارجية. وفي بعض الأحيان، يحتوي الشريط الذي يتم الارتباط عليه على دائرة التطبيق الفعلي. ويتم نقل الفيلم إلى الموقع المستهدف، ويتم قطع الخيوط أو الوصلات وتلحم عند الضرورة. هذه الرقاقة المجردة يمكن أن يتم تغليفها فيما بعد («التشفير الدائري» : وهو أحد أنواع التغليف الإلكتروني) وذلك باستخدام مادة الإبوكسي أو بلاستيك.
وتتمثل الأحجام القياسية لأشرطة البولي إيميد في الأعراض 35 ملم، 45 ملم، 70 ملمويتراوح السمك ما بين 50-100 ميكرومتر. ولأن الشريط يتواجد على هيئة لفافة، فإن طول الدائرة يقاس بوحدات درجات العجلة المسننة حيث تساوي كل وحدة فيها 4.75 ملم. وهكذا، فإن حجم الدائرة المساوي لـ 16 درجة هو بالفعل يساوي حوالي 76 ملم طولا.
تاريخياً، تم إنشاء الترابط الشريطي الآلي كبديل للروابط السلكية، ولقد أصبح شائع الاستعمال من قِبل مُصنعي شاشات الكريستال السائل (LCD) في دوائر برامج تشغيل العرض الخاصة بها.

## وصلات خارجية
- Detailed description